# Forêt interdite (roman)
Pour les articles homonymes, voir Forêt interdite.
Forêt interdite (roumain : Noaptea de Sânziene) est un roman de l'écrivain roumain Mircea Eliade paru en 1955.
L'intrigue se déroule entre 1936 et 1948 dans plusieurs villes européennes, et suit Stefan Vizeru, un homme roumain dans une quête spirituelle. Le livre a été écrit entre les années 1949 et 1954. Eliade le considérait comme son meilleur roman. Le roman contient plusieurs éléments et thèmes qui apparaissent également dans l'œuvre académique de l'auteur, comme des rituels d'initiation et le temps sacré qui s'oppose au temps profane.
Le roman a été publié la première fois en 1955, dans une traduction française d’Alain Guillermou. La version originale roumaine a été publiée en 1971.